# Oxytate sangangensis
Oxytate sangangensis là một loài nhện trong họ Thomisidae.
Loài này thuộc chi Oxytate. Oxytate sangangensis được miêu tả năm 1999 bởi Guo Tang et al..